# 阿爾托巴札涅斯
阿爾托巴札涅斯，為阿特羅帕特尼王國國王，他在前220年以前已經登上王位。
阿爾托巴札涅斯與塞琉古帝國安條克三世同個時代。關於他的記載很少，僅知道安條克三世在前220年進攻他的王國，阿爾托巴札涅斯被迫臣服，成為塞琉古王朝的屬國。